# Combined Array for Research in Millimeter-wave Astronomy
Combined Array for Research in Millimeter-wave Astronomy (CARMA) – astronomiczny instrument badawczy składający się z 23 radioteleskopów. Ten zespół radioteleskopów używany jest jako interferometr, gdy wszystkie sygnały z poszczególnych anten są jednocześnie zbierane i przesyłane do specjalnego komputera (zwanego korelatorem) w celu uzyskania obrazów obiektów astronomicznych o wysokiej rozdzielczości. Znajduje się we wschodniej części Kalifornii w USA.

## Lokalizacja
Według katalogu obserwatorium CARMA średnie położenie wszystkich składowych teleskopów jest na wysokości 2196,223 m n.p.m.
Obserwatorium znajduje się w górach Inyo, we wschodniej części Owens Valley Radio Observatory (OVRO), w miejscu o nazwie Cedar Flat, do którego prowadzi droga przez przełęcz Westgard. Tak wysokie położenie zostało specjalnie wybrane, aby zminimalizować efekt pochłaniania i zniekształceń fal milimetrowych przez parę wodną zawartą w atmosferze.

## Opis
Instrument badawczy stanowi układ radioteleskopów o różnej wielkości i konstrukcji. Wykorzystane zostały trzy rodzaje radioteleskopów, wszystkie w układzie Cassegraina z parabolicznymi antenami głównymi oraz hiperbolicznymi zwierciadłami wtórnymi:
- 6 teleskopów o średnicy 10,4 m (34 stopy) każdy. Wcześniej były one częścią Array Millimeter, działającego w OVRO pod nadzorem Caltech[3]. Zostały przeniesione do Cedar Flat wiosną 2005 roku,
- 9 teleskopów o średnicy 6,1 m (20 stóp). Były one wcześniej zainstalowane w Hat Creek Radio Observatory i nadzorowane przez konsorcjum Berkeley-Illinois-Maryland Association (BIMA)[3]. Zostały przeniesione z HCRO do Cedar Flat wiosną 2005 roku,
- 8 teleskopów o średnicy 3,5 m (11 stóp). Zostały one skonstruowane jako przyrząd do prowadzenia badań z zakresu kosmologii i znane są również jako Sunyaev-Zel'dovich Array (SZA)[3], projekt prowadzony przez Johna Carlstroma na Uniwersytecie Chicago. SZA działał trzy lata na dnie doliny w Owens Valley Radio Observatory, prowadząc obserwacje mikrofalowego promieniowania tła (CMB) oraz gromad galaktyk. Latem 2008 roku zostały przeniesione do Cedar Flat.

Zespół radioteleskopów obserwuje fale radiowe o długości fali od ok. 1 cm (27 GHz) do ok. 1 mm (265 GHz).

## Uruchomienie
Od listopada 2006 roku 6 teleskopów sieci OVRO i 9 teleskopów sieci BIMA zostały połączone w jeden układ rejestrujący. Jesienią 2008 roku rozpoczęto prace zmierzające do wyeliminowania zniekształceń obrazu wynikających z fluktuacji zawartości pary wodnej w troposferze.
Najbardziej rozległy układ sieci radioteleskopów umożliwiający wykonywanie obrazów obiektów astronomicznych o najwyższej rozdzielczości używany jest, gdy teleskopy są rozstawione na przestrzeni wielkości do 2 km. Powyżej tej odległości różnice w momencie nadejścia sygnałów do różnych teleskopów są zbyt zaburzone przez różne ilości pary wodnej na drodze do nich, przez co nie można uzyskać odpowiedniej jakości obrazu.
Dzięki usytuowaniu anten SZA w pobliżu każdej z anten układu CARMA, obserwując zwarte radioźródło w pobliżu interesującego obiektu, mogą być mierzone właściwości atmosfery w ciągu nawet kilku sekund. Informacje te można wykorzystać w celu korekty danych obserwacyjnych tak, aby usunąć znaczną część zaburzeń spowodowanych przez scyntylacje atmosfery. Obserwacje przy użyciu SZA (działającego na częstotliwości 30 GHz), mające na celu pomiary właściwości atmosfery, rozpoczęto w listopadzie 2008 roku. SZA uczestniczyła również bezpośrednio w działalności badawczej CARMA – podczas eksperymentów, gdy wszystkie trzy rodzaje teleskopów zostały przyłączone do tego samego korelatora.

## Badania naukowe
Obserwacje prowadzone są przede wszystkim w zakresie ok. 1 mm (215–265 GHz), w zakresie ok. 3 mm (85–115 GHz) i w zakresie ok. 1 cm (27–36 GHz). Częstotliwości te są przydatne do wykrywania wielu gazów cząsteczkowych, w tym drugiego pod względem rozpowszechnienia cząsteczek we Wszechświecie tlenku węgla (CO). Obserwacje tlenku węgla pozwalają w pewnym stopniu badać występowanie gazowego wodoru cząsteczkowego (najobficiej występującej cząsteczki w kosmosie), który jest trudny do bezpośredniej obserwacji. Zimny pył również może być obserwowany w tym zakresie długości fal, co na przykład pozwala prowadzić badania dysków otaczających gwiazdy.
Radioteleskopy CARMA wykorzystywane są ponadto w badaniach:
- galaktyk we wczesnym okresie istnienia Wszechświata[5], w tym powstawania w nich nowych gwiazd[6],
- czarnej dziury znajdującej się w centrum Galaktyki[7],
- obłoków molekularnych[8], w tym Mgławicy w Orionie[9]; badany jest m.in. proces powstawania gwiazd[10],
- blazarów[9],
- poszukiwania planet i obserwacji ich powstawania w systemach pozasłonecznych[4][11][12][9].

Uczestniczy również w programach edukacyjnych dotyczących radioastronomii.

## Współpracujące uniwersytety
Konsorcjum CARMA jest finansowane przez Gordon and Betty Moore Foundation, Kenneth T. and Eileen L. Norris Foundation, James S. McDonnell Foundation, Associates of the California Institute of Technology, University of Chicago, University of California, University of Illinois, University of Maryland oraz National Science Foundation. W badaniach naukowych uczestniczą:
1. California Institute of Technology[14]
2. Berkeley-Illinois-Maryland Association (BIMA):
  - University of California, Berkeley, Radio Astronomy Laboratory[15]
  - University of Illinois at Urbana-Champaign, Laboratory for Astronomical Imaging[16]
  - University of Maryland, College Park, Laboratory for Millimeter-wave Astronomy[17]
3. University of Chicago[18]